# Trať 001
Jako trať 001 je v knižním jízdním řádu od GVD 2019/2020 označena dálková doprava v trase Praha–Bohumín, což zahrnuje tyto tratě:
- Praha – Česká Třebová
- Česká Třebová – Přerov
- Přerov – Bohumín

Trať spojuje čtyři krajská města, a to Prahu, Pardubice, Olomouc a Ostravu. Cesta Praha hlavní nádraží – Bohumín měří 364 km při úvraťové jízdě přes stanici Přerov nebo 350 km po tzv. Dluhonické spojce mimo Přerov.